# Макс-Медоус (Вірджинія)
Макс-Медоус (англ. Max Meadows) — переписна місцевість (CDP) в США, в окрузі Віт штату Вірджинія. Населення — 553 особи (2020).

## Географія
Макс-Медоус розташований за координатами 36°58′44″ пн. ш. 80°57′43″ зх. д. / 36.97889° пн. ш. 80.96194° зх. д. (36.978861, -80.961825).  За даними Бюро перепису населення США в 2010 році переписна місцевість мала площу 11,97 км², з яких 11,88 км² — суходіл та 0,10 км² — водойми.

## Демографія
Згідно з переписом 2010 року, у переписній місцевості мешкали 562 особи в 224 домогосподарствах у складі 171 родини. Густота населення становила 47 осіб/км².  Було 261 помешкання (22/км²).
Расовий склад населення:
| - 95,7 % — білих - 3,4 % — чорних або афроамериканців - 0,4 % — азіатів |

До двох чи більше рас належало 0,5 %. Частка іспаномовних становила 0,7 % від усіх жителів.
За віковим діапазоном населення розподілялося таким чином: 21,5 % — особи молодші 18 років, 62,8 % — особи у віці 18—64 років, 15,7 % — особи у віці 65 років та старші. Медіана віку мешканця становила 42,9 року. На 100 осіб жіночої статі у переписній місцевості припадало 98,6 чоловіків;  на 100 жінок у віці від 18 років та старших — 95,1 чоловіків також старших 18 років.
Середній дохід на одне домашнє господарство  становив 21 263 долари США (медіана — 16 453), а середній дохід на одну сім'ю — 28 008 доларів (медіана — 35 452). 
Цивільне працевлаштоване населення становило 83 особи. Основні галузі зайнятості: фінанси, страхування та нерухомість — 56,6 %, виробництво — 43,4 %.